# Unterseeboot 375
Le Unterseeboot 375 (ou U-375) est un sous-marin allemand (U-Boot) de type VII.C utilisé par la Kriegsmarine (marine de guerre allemande) pendant la Seconde Guerre mondiale.

## Construction
L'U-375 est un sous-marin océanique de type VII C. Construit dans les chantiers de Howaldtswerke AG à Kiel, la quille du U-375 est posée le 14 mars 1940 et il est lancé le 7 juin 1941. L'U-375 entre en service un mois et demi plus tard.

## Historique
Mis en service le 19 juillet 1941, l'Unterseeboot 375 effectue sa période d'entraînement initial sous les ordres du Kapitänleutnant Jürgen Könenkamp à Kiel, dans la 5. Unterseebootsflottille jusqu'au 31 octobre 1941, puis l'U-375 rejoint une unité de combat dans la 5. Unterseebootsflottille, toujours à Kiel. À partir du 1er janvier 1942, il rejoint la 29. Unterseebootsflottille à La Spezia.
L'U-375 réalise dix patrouilles de guerre, toutes sous les ordres du Kapitänleutnant Jürgen Könenkamp dans lesquelles il coule neuf navires marchands ennemis pour un total de 16 852 tonneaux, un navire de guerre de 2 650 tonneaux et endommage de manière irrécupérable un navire marchand de 6 288 tonneaux au cours de ses 283 jours en mer.
Pour sa première patrouille, l'U-375 quitte le port de Kiel le 12 novembre 1941. 

Le 6 décembre 1941, l'U-Boot est contré par les forces britanniques anti-sous-marines en essayant de passer le détroit de Gibraltar et est contraint de se retirer dans l'Atlantique. L'U-375 parvient à entrer en Méditerranée le 9 décembre 1941.

Le 16 décembre 1941, à 18 h 19, un hydravion non identifié largue sept charges de profondeur sur l'U-375 après la plongée de l'U-Boot, ne lui occasionnant aucun dommage.
Après 45 jours en mer, il rejoint sa base à La Spezia.
Dans la deuxième partie de sa deuxième patrouille, commencée le 25 janvier 1942 à Messine, le 5 février 1942 l'U-375 est forcé de revenir à La Spezia pour réparer les dommages d'une charge de profondeur ; il atteint le port le 10 février 1942, après 17 jours en mer.
Au cours de sa troisième patrouille (du 27 avril au 6 mai 1942), le 2 mai 1942 à 14 h 12, l'U-Boot est attaqué par l'hydravion PBY Catalina n°AJ162 (du Squadron 202) de la Royal Air Force venant de Gibraltar à environ 55 milles à l'est de Carthagène. Une salve de sept charges de profondeur de 250 livres est lâchée à proximité du sous-marin dix secondes après sa plongée. L'hydravion rapporte les faits et reste sur place jusqu'à l'arrivée des destroyers HMS Wishart et HMS Wrestler. L'U-375 n'est pas endommagé par l'attaque aérienne. Les destroyers coulent au passage l'U-74. Les deux U-Boote venaient aide à l'U-573, immobilisé par une attaque aérienne la veille. À 22 h 30, le HMS Wishart repère l'U-375 submergé et lui lance treize charges de profondeur en deux attaques ; le sous-marin s'échappe en bon état pendant la nuit.
L'U-375 quitte le port de Toulon pour sa dixième patrouille le 10 juillet 1943. Après 21 jours en mer, l'U-375 est coulé le 30 juillet 1943 en Méditerranée au nord-ouest de Malte à la position géographique de 36° 40′ N, 12° 28′ E par des charges de profondeur lancées depuis le chasseur américain de sous-marins USS PC-624. 
Les 46 membres d'équipage meurent dans cette attaque.

## Affectations successives
- 5. Unterseebootsflottille à Kiel du 19 juillet au 31 octobre 1941 (entrainement)
- 3. Unterseebootsflottille à Kiel du [[1er novembre|1er novembre]] au 31 décembre 1941 (service actif)
- 29. Unterseebootsflottille à La Spezia du 1er janvier 1942 au 1er juillet 1943 (service actif)

## Commandement
- Kapitänleutnant Jürgen Könenkamp du 19 juillet 1941 au 30 juillet 1943

## Patrouilles
|       | Commandant              | Départ           | Départ    | Arrivée           | Arrivée   | Jours     | Succès   |
| ----- | ----------------------- | ---------------- | --------- | ----------------- | --------- | --------- | -------- |
| 1     | Kptlt. Jürgen Könenkamp | 12 novembre 1941 | Kiel      | 26 décembre 1941  | La Spezia | 45 jours  |          |
| 2     | Kptlt. Jürgen Könenkamp | 17 janvier 1942  | La Spezia | 19 janvier 1942   | Messine   | 3 jours   |          |
| →     | Kptlt. Jürgen Könenkamp | 25 janvier 1942  | Messine   | 10 février 1942   | La Spezia | 17 jours  |          |
| 3     | Kptlt. Jürgen Könenkamp | 27 avril 1942    | La Spezia | 6 mai 1942        | La Spezia | 10 jours  |          |
| 4     | Kptlt. Jürgen Könenkamp | 29 juin 1942     | La Spezia | 3 août 1942       | Salamine  | 36 jours  | 1 639    |
| 5     | Kptlt. Jürgen Könenkamp | 22 août 1942     | Salamine  | 29 septembre 1942 | Pola      | 39 jours  | 7 105    |
| 6     | Kptlt. Jürgen Könenkamp | 14 novembre 1942 | Pola      | 23 décembre 1942  | La Spezia | 40 jours  | 2 650    |
| 7     | Kptlt. Jürgen Könenkamp | 4 février 1943   | La Spezia | 2 mars 1943       | Salamine  | 27 jours  |          |
| 8     | Kptlt. Jürgen Könenkamp | 17 mars 1943     | Salamine  | 19 avril 1943     | Toulon    | 34 jours  |          |
| 9     | Kptlt. Jürgen Könenkamp | 27 juin 1943     | Toulon    | 7 juillet 1943    | Toulon    | 11 jours  | 14 396   |
| 10    | Kptlt. Jürgen Könenkamp | 10 juillet 1943  | Toulon    | 30 juillet 1943   | Coulé     | 21 jours  |          |
| Total | Total                   | Total            | Total     | Total             | Total     | 283 jours | 25 790 t |

Note : Kptlt. = Kapitänleutnant 

### Opérations Wolfpack
L'U-375 n’a pas opéré avec les Wolfpacks (meute de loups) durant sa carrière opérationnelle.

## Navires coulés
L'Unterseeboot 375 a coulé neuf navires marchands ennemis pour un total de 16 852 tonneaux , un navire de guerre de 2 650 tonneaux et a endommagé de manière irrécupérable un navire marchand de 6 288 tonneaux au cours des dix patrouilles (283 jours en mer) qu'il effectua.
| Date              | Nom                | Nationalité | Tonnage (GRT) | Convoi  | Fait                      |
| ----------------- | ------------------ | ----------- | ------------- | ------- | ------------------------- |
| 6 juillet 1942    | Hero               | Norvège     | 1 376         |         | Coulé                     |
| 30 juillet 1942   | Amina              | Égypte      | 87            |         | Coulé                     |
| 30 juillet 1942   | Ikbal              | Égypte      | 176           |         | Coulé                     |
| 26 août 1942      | Empire Kumari      | Royaume-Uni | 6 288         | LW-38   | Endommagé - Irrécupérable |
| 3 septembre 1942  | Miriam             | Palestine   | 38            |         | Coulé                     |
| 3 septembre 1942  | Arnon              | Palestine   | 558           |         | Coulé                     |
| 3 septembre 1942  | Salina             | Palestine   | 108           |         | Coulé                     |
| 6 septembre 1942  | Turkian            | Égypte      | 113           |         | Coulé                     |
| 1er décembre 1942 | HMS Manxman (M 70) | Royal Navy  | 2 650         |         | Coulé                     |
| 4 juillet 1943    | City of Venice     | Royaume-Uni | 8 762         | KMS-18B | Coulé                     |
| 4 juillet 1943    | St. Essylt         | Royaume-Uni | 5 634         | KMS-18B | Coulé                     |

### Source et bibliographie
- (en) Cet article est partiellement ou en totalité issu de l’article de Wikipédia en anglais intitulé « German submarine U-375 » (voir la liste des auteurs).
- Chris Bishop, historien militaire (trad. de l'anglais par Christian Muguet), Les sous-marins de la Kriegsmarine : 1939-1945 : le guide d'identification des sous-marins [« The spellmount submarine identification guide : Kriegsmarine U-boats 1939-1945 »], Paris, E?d. de Lodi, 2008, 192 p. (ISBN 978-2-84690-327-1, OCLC 470721805, BNF 41298980)